# Episodi di How I Met Your Mother (terza stagione)
La terza stagione della sitcom How I Met Your Mother è stata trasmessa in prima visione assoluta negli Stati Uniti d'America da CBS dal 24 settembre 2007 al 19 maggio 2008.
In Italia la stagione è stata trasmessa in prima visione da Italia 1 dal 16 al 27 febbraio 2009.
| nº | Titolo originale        | Titolo italiano            | Prima TV USA      | Prima TV Italia  |
| -- | ----------------------- | -------------------------- | ----------------- | ---------------- |
| 1  | Wait For It             | Il tatuaggio               | 24 settembre 2007 | 16 febbraio 2009 |
| 2  | We're Not From Here     | La lettera                 | 1º ottobre 2007   | 16 febbraio 2009 |
| 3  | Third Wheel             | Il triciclo                | 8 ottobre 2007    | 17 febbraio 2009 |
| 4  | Little Boys             | Bambini                    | 15 ottobre 2007   | 17 febbraio 2009 |
| 5  | How I Met Everyone Else | Conoscenze vecchie e nuove | 22 ottobre 2007   | 18 febbraio 2009 |
| 6  | I'm Not That Guy        | Quello non sono io         | 29 ottobre 2007   | 18 febbraio 2009 |
| 7  | Dowisetrepla            | La casa dei sogni          | 5 novembre 2007   | 19 febbraio 2009 |
| 8  | Spoiler Alert           | Allarme guastafeste        | 12 novembre 2007  | 19 febbraio 2009 |
| 9  | Slapsgiving             | Lo schiaffeggiamento       | 19 novembre 2007  | 20 febbraio 2009 |
| 10 | The Yips                | Cilecca                    | 26 novembre 2007  | 20 febbraio 2009 |
| 11 | The Platinum Rule       | La regola di platino       | 10 dicembre 2007  | 23 febbraio 2009 |
| 12 | No Tomorrow             | Senza domani               | 17 marzo 2008     | 23 febbraio 2009 |
| 13 | Ten Sessions            | Dieci sedute               | 24 marzo 2008     | 24 febbraio 2009 |
| 14 | The Bracket             | Il grafico                 | 31 marzo 2008     | 24 febbraio 2009 |
| 15 | The Chain of Screaming  | La sfuriata terapeutica    | 14 aprile 2008    | 25 febbraio 2009 |
| 16 | Sandcastles in the Sand | Castelli di sabbia         | 21 aprile 2008    | 25 febbraio 2009 |
| 17 | The Goat                | La regola infranta         | 28 aprile 2008    | 26 febbraio 2009 |
| 18 | Rebound Bro             | La strana coppia           | 5 maggio 2008     | 26 febbraio 2009 |
| 19 | Everything Must Go      | Tutto in vendita           | 12 maggio 2008    | 27 febbraio 2009 |
| 20 | Miracles                | Miracoli                   | 19 maggio 2008    | 27 febbraio 2009 |

Nelle liste delle Guest star non figurano David Henrie (Figlio di Ted del futuro) e Lyndsy Fonseca (Figlia di Ted del futuro) perché compaiono in quasi tutti gli episodi, quindi da considerare personaggi principali.

## Il tatuaggio
- Titolo originale: Wait For It
- Diretto da: Pamela Fryman
- Scritto da: Carter Bays e Craig Thomas

### Trama
Ted si imbarazza a vedere Robin con un nuovo ragazzo e decide così di andare a donne con Barney. Nel frattempo Lily e Marshall si innamorano dei modi di fare di Gael, il ragazzo di Robin. Il giorno dopo, Ted va da Robin: i due fanno pace e tornano a essere amici. Marshall chiama Barney e gli mostra un sito, trapococisiamo.com, in cui c'è un countdown: il tempo che rimane al suo terzo schiaffeggiamento.
- Guest star: Enrique Iglesias (Gael), Mandy Moore (Amy)

## La lettera
- Titolo originale: We're Not from Here
- Diretto da: Pamela Fryman
- Scritto da: Chris Harris

### Trama
Barney e Ted rimorchiano due ragazze facendo loro credere di essere turisti in visita per la prima volta a New York. Intanto Robin lascia Gael, mentre Marshall e Lily hanno dei problemi nello scrivere le lettere che uno di loro aprirà quando l'altro morirà.
- Guest star: Enrique Iglesias (Gael), Nikki Griffin (Lindsay), Michele Nordin (Colleen), Darryl Sivad (Ufficiale Roque), Damon Gameau (Ragazzo australiano con uno zaino)

## Il triciclo
- Titolo originale: Third Wheel
- Diretto da: Pamela Fryman
- Scritto da: David Hemingson

### Trama
Ted reincontra Trudy, una ragazza con cui un paio d'anni prima aveva avuto una breve storia di una notte. Poi la raggiunge un'amica, ed entrambe vogliono portarsi Ted a letto, il quale non rifiuta, ma non sa quale delle due scegliere, alla fine entrambe gli propongono una cosa a tre. Ted è emozionatissimo, chiama subito Barney, in quanto i due tempo fa si erano sfidati dicendo che chi dei due avesse fatto per primo una cosa del genere avrebbe vinto la cintura di campione (Barney mette in palio una cintura del wrestling comprata apposta per l'occasione). Alla fine al momento cruciale è però molto teso e considera di abbandonare l'idea in quanto il pensiero di fare il doppio del lavoro lo fa temere di non farcela, alla fine però lo stesso Barney (il quale prima di Ted si era già rifiutato di fare una cosa simile per la stessa paura) lo incoraggia e Ted decide di misurarsi in questa "sfida". A fine episodio Barney chiede a Ted se ci sia riuscito o no, Ted però non gli risponde né sì né no tenendolo in sospeso e facendo disperare di curiosità l'amico. Nel frattempo Robin deve radersi, dopo non averlo fatto per un bel pezzo, perché ha incontrato un bel ragazzo.
- Guest star: Busy Philipps (Rachel), Danica McKellar (Trudy), Christine Woods (Cameriera), Neil Jackson (Ian), Melissa Ordway (Donna numero 1), Chantelle Barry (Donna numero 2)

## Bambini
- Titolo originale: Little Boys
- Diretto da: Rob Greenberg
- Scritto da: Kourtney Kang

### Trama
Mentre Robin è terrorizzata all'idea che il suo possibile prossimo fidanzato abbia un bambino, Ted e Barney fanno una scommessa: devono portarsi a letto una ragazza incontrata al bar.
- Guest star: Brad Rowe (George), Nicholas Roget King (Doug), Janet Varney (Stacey), Olivia Howard Bagg (Robin a 11 anni), Pamela Darling (Katie di quattro anni prima), Deanna Russo (Brooke)
- Nota: Doug, il figlio del possibile fidanzato di Robin, era già apparso nell'episodio della 2ª stagione "La partita del lunedì sera".

## Conoscenze vecchie e nuove
- Titolo originale: How I Met Everyone Else
- Diretto da: Pamela Fryman
- Scritto da: Gloria Calderon Kellett

### Trama
Ted conosce una ragazza (di cui non si ricorda più il nome, chiamandola semplicemente "Bla-Bla") via Internet; tuttavia lei si vergogna di rivelare agli amici del ragazzo il loro vero luogo d'incontro, così i due inventano di essersi incontrati in un posto affollato. Questo fornisce lo spunto per raccontare, a turno, come tutti loro si sono conosciuti:
1. Marshall e Lily si sono conosciuti quando lei cercava qualcuno che gli aggiustasse lo stereo;
2. Ted e Marshall si sono conosciuti quando erano matricole al college;
3. Ted e Barney si sono incontrati al bagno del MacLaren's;
4. Ted e Robin si sono incontrati al MacLaren's nel 1º episodio;
5. Ted e Lily si sono incontrati al ritrovo delle matricole al college. Ted è convinto di aver pomiciato con Lily quella sera ma alla fine dell'episodio si scoprirà che in realtà le cose non sono andate così;
6. Barney e Marshall si sono conosciuti al bar quando il primo voleva istigare il secondo a tradire Lily con una ragazza appena entrata. Non sapendo però che quella era la sua fidanzata, Barney si stupisce del fatto che, appena arrivato da lei, Marshall bacia subito Lily, tanto che fino a quando non sa la verità venera il ragazzo.

- Guest star: Abigail Spencer (Bla-Bla), Jolie Jenkins (Alexa), Ray Auxais (Phil), Betsy Rue (Audrey)

## Quello non sono io
- Titolo originale: I'm Not That Guy
- Diretto da: Pamela Fryman
- Scritto da: Jonathan Groff

### Trama
Marshall, nonostante sia stato ammesso a un'agenzia a favore dell'ambiente, accetta di lavorare in un'altra agenzia, che però è contro l'ambiente. Fortunatamente il suo compito consiste solo nel monitorare il lunapark Tuckahoe Funland.
Nel frattempo, Barney scopre che un famoso attore porno porta lo stesso nome e cognome di Ted, e quest'ultimo decide così di indagare.
- Guest star: Jim Jansen (Dottore), Bill J. Stevens (Fantasy Jefferson Coatsworth), John Cho (Jeff Coatsworth), Frank Crim (Leonard Ross), Sharon Brathwaite (Clerk), Kevin Heffernan (Ted Mosby Porno Star), Mary Alice Kania (Donna che cammina nella Walk of Shame)

## La casa dei sogni
- Titolo originale: Dowisetrepla
- Diretto da: Pamela Fryman
- Scritto da: Brenda Hsueh

### Trama
Solo al momento di fare richiesta per un mutuo Marshall scopre che Lily è piena di debiti a causa del suo shopping compulsivo. Nonostante ciò, la coppia decide ugualmente di comprare una casa tutta per loro, effettuando d'impeto l'acquisto di un appartamento che, però, solo a contratto firmato si rivela gravato da vari problemi.
- Guest star: Maggie Wheeler (Margaret), April Bowlby (Meg), Phill Lewis (Uomo che verifica le carte di credito), Rhomeyn Johnson (Tassista)

## Allarme guastafeste
- Titolo originale: Spoiler Alert
- Diretto da: Pamela Fryman
- Scritto da: Stephen Lloyd

### Trama
Ted conosce Cathy: una ragazza che gli sembra perfetta, ma quando la presenta agli amici gli dicono che è chiacchierona, rendendosene conto solo in quel momento.
Da quel momento vengono alla luce alcune abitudini fastidiose che hanno i protagonisti:
1. Lily mastica rumorosamente;
2. Marshall spesso crea canzoncine su quello che sta facendo;
3. Ted corregge le frasi grammaticalmente;
4. Robin pronuncia spessissimo la parola "letteralmente";
5. Barney spesso parla in falsetto, dice solo le frasi tormentone e alcune volte non sente i discorsi che gli fanno altre persone.

Allo stesso tempo Marshall cerca la password per accedere ai risultati dell'esame da lui sostenuto per diventare avvocato e, quando gli amici gliela ricordano, scopre di averlo passato.
- Guest star: Lindsay Price (Cathy), Ron Butler (Proctor)

## Lo schiaffeggiamento
- Titolo originale: Slapsgiving
- Diretto da: Pamela Fryman
- Scritto da: Matt Kuhn

### Trama
Lily è intenta a organizzare un'ottima festa del ringraziamento da passare tra amici, anche se tra loro c'è anche Bob, la nuova fiamma di Robin. Marshall è pronto, per le 15.01 di quel giorno, a dare un altro schiaffo a Barney, al quale dedica anche una canzone, "Uno schiaffo t'ho dato" (In originale You Just Got Slapped).
Durante i preparativi Ted e Robin finiscono a letto insieme, per poi chiarirsi e tornare a essere amici come prima.
- Guest star: Orson Bean (Bob), Eben Ham (Bob in realtà)
- Nota: In questo episodio, Barney riceve la terza sberla promessagli da Marshall nell'episodio Lo schiaffone.
- Adattamento italiano: La canzone You Just Got Slapped è stata tradotta e adattata in italiano. È cantata da Gianluca Iacono, il doppiatore di Marshall.

## Cilecca
- Titolo originale: The Yips
- Diretto da: Pamela Fryman
- Scritto da: Jamie Rhonheimer

### Trama
I protagonisti decidono di iscriversi in palestra e lì Barney trova Rhonda, la prima donna con cui ha fatto sesso. Quando Barney scopre che lei non ha goduto quanto lui credesse in quella occasione, entra in depressione e comincia a fare cilecca con le ragazze. Così, per ritornare normale, va a letto con quella donna, soddisfacendola pienamente e tornando a essere il solito Barney.
- Guest Star: Annie Ilonzeh (Becky), Meredith Roberts (Trish), Stephanie Faracy (Rhonda), Wayne Brady (James Stinson), Mick Harrity (Max), Heidi Klum (sé stessa), Marisa Miller (sé stessa), Alessandra Ambrosio (sé stessa), Selita Ebanks (sé stessa), Adriana Lima (sé stessa), Miranda Kerr (sé stessa)

## La regola di platino
- Titolo originale: The Platinum Rule
- Diretto da: Pamela Fryman
- Scritto da: Craig Thomas e Carter Bays

### Trama
Quando Ted decide di uscire con la sua dottoressa Barney gli ricorda la sua personale Regola di platino: essa consiste nel non innamorarsi dei vicini, visti i fallimenti avuti da Barney con la cameriera Wendy, Marshall e Lily con i nuovi vicini di casa e Robin con il nuovo collega. Barney però non riesce a convincerlo e Ted esce lo stesso.
- Guest star: Charlene Amoia (Wendy), Kristen Schaal (Laura Girard), John Sloan (Michael Girard), Hayes MacArthur (Curt "The Ironman" Irons)

## Senza domani
- Titolo originale: No Tomorrow
- Diretto da: Pamela Fryman
- Scritto da: Craig Thomas e Carter Bays

### Trama
È il giorno di San Patrizio e Barney convince Ted a uscire con lui inventandosi che le profezie di Nostradamus si sono avverate e quello che stanno vivendo è l'ultimo giorno della loro esistenza.
Nel frattempo, Marshall e Robin scoprono che il nuovo appartamento dei neo-sposi è in pendenza, e non sanno come dirlo a Lily.
- Guest star: Vanessa Minnillo (Ashlee), Mieko Hillman (Stephanie), Arielle Vandenberg (Mary), Hope Riley (Ragazza bruna attraente), Matthew Matthew (Bartender), Terrell Lee (Bouncer)

## Dieci sedute
- Titolo originale: Ten Sessions
- Diretto da: Pamela Fryman
- Scritto da: Craig Thomas e Carter Bays

### Trama
Decisosi finalmente a farsi rimuovere quell'imbarazzante tatuaggio figlio di una notte di bagordi, Ted va da Stella, una dottoressa che glielo rimuoverà in dieci sedute. Durante questo tempo, Ted prova in tutti i modi di conquistarla, mentre l'assistente della dottoressa, Abby, cerca di far breccia nel cuore di lui.
- Guest star: Sarah Chalke (Stella), Britney Spears (Abby), Charlene Amoia (Wendy), Marshall Manesh (Ranjit), Christine Joaquin (Kourtney), Caroline Whitney-Smith (Brenda), Ria Pavia (Gloria), Don Creech (Vecchio uomo)

## Il grafico
- Titolo originale: The Bracket
- Titolo originale provvisorio: The Final Four
- Diretto da: Pamela Fryman
- Scritto da: Joe Kelly

### Trama
Tutte le ragazze che Barney rimorchia lo prendono stranamente a schiaffi, così va a fondo della questione, scoprendo che una delle tante che ha sedotto e abbandonato informa le nuove conquiste. Barney così fa un grafico dove elenca le 64 ragazze più probabili a fare ciò, facendosi aiutare dagli amici. Lily lo supporta, solo per vedere Barney chiedere finalmente scusa a una donna.
- Guest star: Ken Barnett (Colton Dunn), Brendan Patrick Connor (Janitor), Yvonne DeLarosa (Charra), Maite Schwartz (Holly), Katy Savoy (Karen), Kathy Uyen (Julia), Chris Tallman (Mark), April Bowlby (Meg), Dawn Olivieri (Anna), Hallie Lambert (Kate), Tess Alexandra Parker (Donna misteriosa)
- Nota: Nell'episodio, Barney cita il sito web "tedmosbyèuncafone.com" (nella versione originale "tedmosbyisajerk.com"), realmente esistente: www.tedmosbyisajerk.com Archiviato il 5 settembre 2020 in Internet Archive.
- Curiosità: nella scena finale, mentre Barney scrive nel suo blog, la musica di sottofondo è la sigla della serie televisiva Doogie Howser, M.D. (interpretata dallo stesso attore nei primi anni novanta). Inoltre, sempre mentre scrive, viene mostrata la tipica schermata blu con caratteri di scrittura di un vecchio computer anni '90, esattamente come succedeva in ogni scena conclusiva di episodio della serie.

## La sfuriata terapeutica
- Titolo originale: The Chain of Screaming
- Diretto da: Pamela Fryman
- Scritto da: Craig Thomas e Carter Bays

### Trama
Marshall viene sgridato sul posto di lavoro da un suo superiore, Arthur. Per dargli una lezione segue l'ennesima legge di Barney: La piramide delle sfuriate, la quale spiega che, se un superiore urla contro qualche inferiore, è perché questo superiore è stato oggetto, a sua volta, di urla da parte di un suo superiore. Purtroppo, Marshall si mette a urlare con un superiore anziché con un inferiore, avendo l'effetto di farsi licenziare.
Nel frattempo Ted compra un'auto nuova, alla quale però rinuncia dando i soldi della vendita di questa a Marshall per aiutarlo nella sua situazione.
- Guest star: Jordan Black (Ferguson), Taran Killam (Blauman), Bryan Callen (Bilson), Avner Garbi (Cameriera), Bob Odenkirk (Arthur Hobbs)
- Adattamento italiano: nel doppiaggio italiano viene detto che il padre di Barney è Robert De Niro, mentre nella versione originale è Bob Barker, conduttore della versione americana di "Ok, il prezzo è giusto!". L'adattamento risulta immotivato in quanto nell'episodio della 2ª stagione "L'ora della verità" il padre si era già visto e nominato anche nell'edizione italiana.

## Castelli di sabbia
- Titolo originale: Sandcastles In The Sand
- Diretto da: Pamela Fryman
- Scritto da: Kourtney Kang

### Trama
Robin si rimette insieme a Simon, il suo primo amore, nonché co-star del video musicale di Robin "Castelli di sabbia sulla sabbia", il quale l'aveva lasciata per un'altra. Quando Simon la lascia nuovamente, succede una svolta: Robin viene consolata da Barney, finendo per andare a letto con lui dopo aver visto il video musicale a casa di lei.
- Guest star: James Van Der Beek (Simon), Tiffany (Un'amica nel video musicale), Alan Thicke (Il padre di Robin nel video musicale), Ryan Michelle Bathe (Michelle), Michael Kagan (Joel Adams), Chris Romano (Punchy)

## La regola infranta

Dopo essere stata mollata dal suo ragazzo, Robin finisce a letto con Barney, il quale infrange a sua volta una regola del "FraCodice": non fare sesso con l'ex di un amico.

- Titolo originale: The Goat
- Diretto da: Pamela Fryman
- Scritto da: Stephen Lloyd

### Trama
Ted fa 30 anni e gli amici gli preparano una festa a sorpresa.
Lily invita a scuola un pastore che porta con sé Missy, una capra. Involontariamente, il pastore rivela che la capra verrà ammazzata di lì a poco per farci la carne, così i bambini spaventati chiedono a Lily di farla vivere. Lei, così, porta a casa Missy.
Nel frattempo Robin e Barney cercano di mantenere il segreto sulla loro nottata di sesso, ma non ci riescono, dando così la brutta notizia a Ted proprio il giorno del suo compleanno. Ted perdona Robin, ma non Barney, così i due non sono più amici. Alla fine Ted ricorderà che Missy non era presente al suo trentesimo compleanno, ma al suo trentunesimo, dicendo di essersi sbagliato e svelando che l'anno seguente Robin sarebbe diventata la sua coinquilina.
- Guest star: Marshall Manesh (Ranjit)

## La strana coppia
- Titolo originale: Rebound Bro
- Diretto da: Pamela Fryman
- Scritto da: Jamie Rhonheimer

### Trama
Barney cerca un sostituto di Ted e lo trova in Randy, un suo collega molto sfortunato con le donne, che però, grazie proprio all'aiuto di Barney, riesce a rimorchiare una ragazza. Nel frattempo Stella e Ted vogliono fare sesso, ma quest'ultimo, quando scopre che lei non lo fa da cinque anni, lo spiffera agli amici: quando Stella viene a saperlo si arrabbia, ma tutto si risolve per il meglio.
- Guest star: Sarah Chalke (Stella), Will Forte (Randy)

## Tutto in vendita
- Titolo originale: Everything Must Go
- Diretto da: Pamela Fryman
- Scritto da: Jonathan Groff e Chris Harris

### Trama
Per fare aggiustare la loro casa nuova Marshall decide di vendere i vestiti firmati di Lily, ma lei non è assolutamente d'accordo. Proprio quest'ultima pensa così di vendere i suoi quadri a 500 dollari l'uno. Purtroppo alla coppia che ha venduto il quadro interessava solo la cornice, e hanno così buttato nei cassonetti, dove dopo un veterinario lo ha preso e messo nel suo studio, dove questo ipnotizzava i cani. Marshall e Lily decidono così di vendere i quadri a dei veterinari tramite internet, ricavando una fortuna. Nel frattempo, Barney e la ragazza misteriosa che lo fa andare in bianco, scopertasi Abby, comparsa già nell'episodio Dieci sedute, fanno vedere a Ted come è ridicolo stare in coppia come fa lui.
- Guest star: Britney Spears (Abby), Todd Sherry (Lawrence), Steve Hasley (Walter), Larry Wilmore (Dr. Greer), Matt Besser (Street Vendor)
- Nota: nell'episodio 3x14 "Il grafico" la ragazza di spalle che mette in guardia Lily da Barney ha i capelli ondulati, mentre in questo episodio ha i capelli lisci

## Miracoli
- Titolo originale: Miracles
- Diretto da: Pamela Fryman
- Scritto da: Craig Thomas e Carter Bays

### Trama
Ted lascia Stella perché tutto a un tratto capisce che la vita da sposato con una che ha già una bambina non è delle migliori. Quando lui è su di un taxi, viene investito e finisce all'ospedale. Lì Stella lo va a visitare, ma vi rimane per poco, infatti non aveva capito che Ted l'aveva lasciata. In compenso, Barney si precipita dall'ex-amico, ma, nel percorso, viene investito, finendo nello stesso ospedale di Ted. Lì i due si riappacificano. Alla fine Barney si rende conto di essere innamorato di Robin, mentre Ted va da Stella e, facendosi perdonare, le chiede di sposarlo.
- Guest star: Vincent Fenequito (Generale coreano), John Getz (Bob Hewitt), Taira Soo (Infermiera), Doug Benson (Ragazzo numero 1), Darcy Rose Byrnes (Lucy), Anthony Palermo (Ragazzo numero 2), Shelby Zemanek (Robin a 6 anni), Jayden Lund (Bill)